# Anjunabeats
Anjunabeats is een Brits platenlabel, opgericht door de producenten Jonathan "Jono" Grant en Paavo Siljamäki in 2000. Het label brengt trance uit en de eerste uitgave was Volume One in 2000, gemaakt door de oprichters en uitgebracht onder hun pseudoniem Anjunabeats. Al snel sloot Tony McGuinness zich aan en met zijn drieën gingen zij verder onder de naam Above & Beyond. In 2005 lanceerde Above & Beyond het sublabel Anjunadeep, dat zich meer concentreert op muziek die niet goed past binnen het genre van de trance waar Anjunabeats de nadruk op legt. Anjunadeep zorgt op die manier voor meer diversiteit.
Anjunabeats is een van de grootste trancelabels ter wereld. Het staat bekend om zijn zeer melodieuze producties en als bakermat van veel jong talent, bijvoorbeeld Mat Zo en Arty.

## Naam
De naam Anjunabeats is een verwijzing naar het strand Anjuna in Goa, een deelstaat aan de westkust van India. Dit strand was in de jaren 60 en 70 een populaire bestemming voor hippies en wordt tegenwoordig nog veel bezocht door rugzaktoeristen en andere toeristen. Bovendien waren Jonathan Grant en Paavo Siljamäki geïnspireerd geraakt door de 'Goa mix' van Paul Oakenfold, waarna zij definitief verliefd werden op elektronische muziek.

## Artiesten
Bekende artiesten die platen hebben uitgebracht op het label zijn:
- 7Skies
- 8 Wonders
- Aalto
- Above & Beyond
- Activa
- Adam Nickey
- Alt+F4
- Andrew Bayer
- Andy Moor
- Anhken
- Arty
- Aspekt
- Audien
- Bart Claessen
- Boom Jinx
- Cold Blue
- Cramp
- Dan Stone
- Daniel Kandi
- Daniel Neumann
- Dave Schiemann
- David West
- Evbointh
- Eximinds
- Free State
- Genix
- Gabriel & Dresden
- ilan Bluestone
- Jaytech
- Joonas Hahmo
- Jono Grant
- Justine Suissa
- Keyworth
- Kaste
- Kyau & Albert
- Lange
- Luminary
- Lane8
- Maor Levi
- Mark Pledger
- Mat Zo
- Matt Hardwick
- Menno De Jong
- Michael Cassette
- Mike Koglin
- Mike Shiver
- Myon & Shane54
- Nitromethane
- Nitrous Oxide
- Norin & Rad
- OceanLab
- Oliver Smith
- Ost & Meyer
- Özgür Can
- Parker & Hanson
- Paul Keeley
- P.O.S. (Paavo Siljamäki)
- Purple Mood
- Proff
- Reeves
- Remo-Con
- Rollerball
- Ronski Speed
- Rusch & Murray
- Signalrunners
- Smith & Pledger
- Stephen J. Kroos
- Sundriver
- Sunny Lax
- Super8
- Super8 & Tab
- Thomas Datt
- Tinlicker
- Tranquility Base
- Tritonal
- Vardran
- Velvetine
- Yilmaz Altanhan
- Who Is

## Uitgaven

### Singles
- ANJ-001 Anjunabeats "Vol. 1" Original Mix / Tease Dub (2000)
- ANJ-002 Free State "Different Ways" Dirt Devils Mix / Original Mix (2000)
- ANJ-003 Anjunabeats "Vol. 1 | Remixes" Above & Beyond Remix / Dirt Devils vs. Free State Remix / Anjuna Deep Remix / Original Mix (2001)
- ANJ-004 Free State "Release" Original Mix / Dirt Devils Rumpus Dub (2001)
- ANJ-005 Tranquility Base "Razorfish" Above & Beyond Progressive Mix / Above & Beyond Bangin' Mix (2001)
- ANJ-006 Aspekt "Mobetta / Something Else" (2002)
- ANJ-007 Tranquillity Base "Razorfish | Remixes" Above & Beyond Full On Mix / Aspekt's Chillout Mix (2002)
- ANJ-008 Aalto "Liquid Sweep" Original Mix / Super8 Remix (2002)
- ANJ-009 Above & Beyond "Far From In Love" Original Mix / San Francisco Mix (2002)
- ANJ-010 Above & Beyond "Far From In Love | Remixes" Airbase Remix / CompleXz Remix / Shane 54 Remix (2002)
- ANJ-011 Aalto "Rush" Original Mix / Super8 vs. Orkidea Remix (2002)
- ANJ-012 Rollerball "Albinoni" Above & Beyond Remix / Super8 Remix (2003)
- ANJ-013 POS "Remember / Amnesiac EP" (2003)
- ANJ-014 OceanLab "Sky Falls Down" Original Mix / Armin van Buuren Remix (2003)
- ANJ-015 Nitromethane "Time To Die" Seraque Remix / Cosmicman Remix (2003)
- ANJ-016 OceanLab "Beautiful Together" Original Mix / Signum Mix (2003)
- ANJ-017 Rusch & Murray "Epic" Original Mix / Above & Beyond Remix (2003)
- ANJ-018 OceanLab "Beautiful Together | Remixes" Seraque Remix / Sylvester's Sunrise Mix (2003)
- ANJ-019 Matt Hardwick vs. Smith & Pledger "Day One" Original Mix / Above & Beyond"s Big Room Mix (2003)
- ANJ-020 Kyau vs. Albert "Velvet Morning" Mirco de Govia Remix / Aalto Remix (2003)
- ANJ-021 Endre "Kallocain" Robert Nickson Remix / Original Mix (2004)
- ANJ-022 Super8 "Alba / Dawn EP" (2004)
- ANJ-023 OceanLab "Satellite" Original Above & Beyond Mix / Markus Schultz Coldharbour Mix
- ANJ-024 Stephen J. Kroos "Phantazmz / Optimistick EP" (2004)
- ANJ-025 Smith & Pledger "Forever" Original Vocal Mix / Original Instrumental Mix (2004)
- ANJ-026 Jono Grant vs. Mike Koglin "Circuits" Original Mix / Jono Grant's Deep Rewire Mix (2004)
- ANJ-027 DJ Tab "Verso / Radiate EP" (2004)
- ANJ-028 Matt Hardwick vs. Smith & Pledger "Connected" Original Mix / Dub Mix (2004)
- ANJ-029 Above & Beyond "No One On Earth" Original Mix / Gabriel & Dresden Remix (2004)
- ANJ-030 Aalto "Taurine" Original Mix / Super8 Remix (2004)
- ANJ-031 Rusch & Murray "The Promise" Original Mix / Ronski Speed Remix (2004)
- ANJ-032 Menno De Jong "Guanxi" Original Mix / Super8 Remix (2004)
- ANJ-033 Smith & Pledger "Believe" Original Mix / Smith & Pledger's 2004 Mix (2004)
- ANJ-034 Tranquility Base "Surrender" Original Mix / Filterheadz Remix (2004)
- ANJ-035 Endre "I Kill For You" Original Mix / Probspot Remix (2004)
- ANJ-036 Above & Beyond "No One On Earth | Remixes" Above & Beyond's San Francisco Mix / Smith & Pledger Remix (2004)
- ANJ-037 Super8 "Cre8" Original Mix / Mirco de Govia Mix (2004)
- ANJ-037R Super8 "Cre8" Mike Saint-Jules remix (2011)
- ANJ-038 Stephen J. Kroos "Sadistick" Original Mix / Deep Vocal Mix / Techno Mix / To Be Able Mix (2006)
- ANJ-039 POS "Gravity" Original Mix / Arksun's Voyage Mix (2005)
- ANJ-040 Jono Grant vs. Mike Koglin "Sequential" Original Mix / Pig & Dan Remix (2005)
- ANJ-041 Alt+F4 "Alt+F4" Original Mix / Matthew Adams' Introspective Remix (2005)
- ANJ-042 Tranquility Base "Getting Away" Original Mix / Leama & Moor Remix (2005)
- ANJ-043 Yilmaz Altanhan "Eighties" Original Mix / Ozgur Can Remix (2005)
- ANJ-044 Kyau vs. Albert "Made of Sun / Falling Anywhere" KvA Hard Dub / Falling Anywhere Rework (2005)
- ANJ-045 Kaste "Desert Eagle" Original Mix / Smith & Pledger Remix
- ANJ-046 DJ Tab vs. Super8 "First Aid" Original Mix / Perry O"Neil Remix
- ANJ-047 Lucas & Beltram "Trust Me" Original Mix / Ava Mea Remix
- ANJ-048 Smith & Pledger "Northern Lights" Original Mix / Phil Johnston vs. Aspekt Remix
- ANJ-049 Above & Beyond with Andy Moor "Air For Life" Original Mix / Airwave Remix
- ANJ-050 OceanLab "Sirens Of The Sea" Above & Beyond Club Mix / Cosmic Gate Vocal Mix
- ANJ-051 Aalto "Resolution" Original Mix / Oliver Prime Remix
- ANJ-052 Carrie Skipper "Time Goes By" Super8 Deep Mix / David West Vocal Mix
- ANJ-052R Carrie Skipper "Time Goes By | Remixes" Super8 Bangin' Mix / Floris De Haan Remix
- ANJ-053 Smith & Pledger Present Aspekt "Hi-Jack" Vocal Mix / Instrumental Mix
- ANJ-054 Super8 "Get Off" Original Mix/ Gabriel Batz Remix
- ANJ-055 Luminary "Amsterdam" Original Mix / Smith & Pledger Remix
- ANJ-056 Sunny Lax "P.U.M.A / Cassiopeia EP"
- ANJ-057 Super8 + DJ Tab Helsinki Scorchin' Original Mix / Alex M.O.R.P.H Remix
- ANJ-058 Dan Stone "Made In Bahrain" Original Mix / Orkan Remix
- ANJ-059 Above & Beyond "Alone Tonight" Above & Beyond Club Mix / Above & Beyond Nasty Dub
- ANJ-059R Above & Beyond "Alone Tonight | Remixes" Matthew Dekay Dub / Disciples of Sound & Kid Lopez Remix
- ANJ-060 Nitrous Oxide "North Pole / Frozen Dreams EP"
- ANJ-061 Kyau Vs. Albert "Kiksu" Original Mix / Boom Jinx Remix
- ANJ-062 Above & Beyond "Can't Sleep" Original Mix / Maori Remix
- ANJ-063 Smith & Pledger "White / Black"
- ANJ-064 Aalto "5" Original Mix / Maori's Dark Remix
- ANJ-065 Daniel Kandi "Breathe" Original Remix / Sunny Lax Remix
- ANJ-066 Koglin & Pledger "Ultraviolet" Original Remix / Phatjak Remix
- ANJ-067 Sunny Lax "M.I.R.A." Original Mix / Daniel Kandi Remix
- ANJ-068 Mike Shiver "Morning Drive" Original Mix / Probspot Remix
- ANJ-069 Kyau & Albert "Are You Fine?" Original Mix / Marcus Schulz Remix
- ANJ-070 Mike Koglin vs. P.O.S "Untitled Audio" Original Mix / Nitrous Oxide Remix
- ANJ-071 Super8 & Tab "Won't Sleep Tonight" Moody Dub Mix / Moody Vocal Mix / Original Dub Mix / Original Mix
- ANJ-072 Mark Pledger "On The Edge" Original Mix / Mike Shiver Remix
- ANJ-073 Cara Dillon vs. 2Devine "Black Is The Colour" 2Devine Remix / 2Devine Remix Edit, Above & Beyond's Devine Intervention Remix/ Bootleg Remix / Coco & Green Remix / Radio Edit / New Beat Intro Radio Edit
- ANJ-074 Signalrunners "Aria Epica" Original Mix / Bart Claessen Remix
- ANJ-075 Vardran "Lightform" Original Mix / Vardran's Chunky Funky Remix
- ANJ-076 Daniel Kandi "Child / Nova"
- ANJ-077 Above & Beyond "Good For Me" Above & Beyond Club Mix / Darren Tate Remix / Funktional DJs Remix / King Roc Dub Mix / King Roc Vocal Mix / Radio Edit / Redanka Remix / Album Version / Thomas Datt Bootleg Remix
- ANJ-078 Super8 & Tab "Needs To Feel" Original Mix / Wippenberg Remix
- ANJ-079 Sunny Lax "Blue Bird" Original Mix / Daniel Kandi Remix
- ANJ-080 Above & Beyond "Tri-State The Remixes" "Stealing Time" Above & Beyond's Deep Club Mix / "Tri-State" Robert Nickson Mix / "Tri-State" Robert Nickson Intro Mix / "Tri-State" Frase Remix
- ANJ-080R Above & Beyond – "Tri-State The Remixes" "For All I Care" Spencer & Hill Remix / "World On Fire" 12 Inch Mix / "World On Fire" Maor Levi Intro Remix / "World On Fire" Maor Levi Remix
- ANJ-081 8 Wonders "Sex on the Beach" Original Mix / Depths Of My Thoughts Sunset Dub
- ANJ-082 Stephen J. Kroos "Formalistick" Original Mix / Leon Boiler Remix / Stephen J. Kroos Remix / Mhiniteck Remix
- ANJ-083 Nitrous Oxide "Morning Light / Orient Express EP"
- ANJ-084 Evbointh "One Wish" Original Mix / Daniel Kandi Remix
- ANJ-085 Super8 & Tab "Suru" Original Mix / Martin Roth Nu-Style Remix / Martin Roth Electrance Remix
- ANJ-086 Purple Mood "One Night in Tokyo" DJ Shah's Savannah Remix / Above & Beyond Respray
- ANJ-087 Remo-con "Cold Front" Original Mix / Bart Claessen Remix
- ANJ-088 Oliver Smith "Nimbus / Tomahawk EP"
- ANJ-089 Mark Pledger vs. Super8 & Tab "Worldwide" Original Mix / Junk Science Remix
- ANJ-090 Daniel Kandi "Make Me Believe / I Found The Way EP"
- ANJ-091 Tranquility Base "Oceanic" Original Mix / Super8 & Tab Remix / Sean Tyas Remix Satoshi Fumi Remixes
- ANJ-092 Signalrunners "Don't Look Back / One Last Look"
- ANJ-093 Adam Nickey "Never Gone" Original Mix [Above & Beyond Respray] / David Forbes Remix / Sequentia Mix
- ANJ-094 Above & Beyond "Home" Club Mix / The Timewriter Remix / Wippenberg Remix / Jaytech Remix / Michael Badal Remix / Tony's Deep Remix
- ANJ-095 Nitrous Oxide "Amnesia" Original Mix / Vardran Amnesiac Remix
- ANJ-096 Maor Levi "Shapes" Original Mix / Oliver Smith Remix
- ANJ-097 Mike Koglin & Mark Pledger "All The Way" Original Mix / Nick Larson Remix
- ANJ-098 Tranquility Base "Buzz" Original Mix / Breakfast Remix
- ANJ-099 Signalrunners "Electric Sheep" Original Mix / Nitrous Oxide Remix
- ANJ-101 Nitrous Oxide "Waves" Original Mix / Signalrunners Remix
- ANJ-102 Anhken "First Division" Original Mix / Planisphere Remix
- ANJ-103 Mark Pledger vs. Matt Hardwick feat. Melinda Gareh "Fallen Tides" Original Mix / Simon Patterson Remix / Mat Zo Remix
- ANJ-104 Boom Jinx feat. Key "Eternal Reminiscence" Original Mix / Oliver Smith Remix
- ANJ-105 Adam Nickey "Shift" Original Mix / Tom Cloud Remix
- ANJ-106 Nitrous Oxide "Red Moon Slide / Cornflake" Original Mixes
- ANJ-107 OceanLab "Miracle" Above & Beyond Club Mix / Martin Roth Remix / Michael Cassette Remix / Fletch Remix
- ANJ-108 Anhken "Transport / Offset" Original Mixes
- ANJ-109 Super8 & Tab "Elektra" Original Mix / Bart Claessen & Dave Schiemann Remix
- ANJ-110 Andy Moor "Fake Awake" Original Mix / Ecomix / Myon & Shane 54 Remix
- ANJ-111 Signalrunners feat. Julie Thompson "These Shoulders" Original Mix / Club Mix / Oliver Smith Remix / Paul Wicked Remix / Bart Claessen Big Room Edit
- ANJ-112 Bart Claessen & Dave Schiemann "Madness" I Prefer This Mix / I Prefer That Mix / Super8 & Tab Remix
- ANJ-113 Tritonal "Lights Over Austin / Northern Aura" Original Mixes
- ANJ-114 Myon & Shane 54 "Not A Lot Left / The Beach" Original Mixes
- ANJ-115 Sundriver "City Lights" Original Mix / Daniel Kandi Remix
- ANJ-116 Kandi & Neumann "Lovin' Feeling / Let Go" Original Mixes
- ANJ-117 Mat Zo "Rush / Defined" Original Mixes
- ANJ-118 Cramp "Deadline" Anjuna Re-Edit / Sergey Tkachev Remix / Front Remix
- ANJ-119 Oceanlab "Breaking Ties" Above & Beyond Analogue Haven Mix / Martin Roth Remix / Duderstadt Remix / Jaytech & James Grant Remix / Maor Levi Remix / Flow Mix / Above & Beyond Analogue Haven Mix - Radio Edit
- ANJ-120 Oliver Smith "Cirrus" Original Mixes
- ANJ-121 Signalrunners "Meet Me In Montauk" Original Mix / Oliver Smith Remix
- ANJ-122 Super8 & Tab feat. Alyna "Delusion" Original Mix / Ronski Speed Remix / Ronski Speed pres. Sun Decade Remix
- ANJ-123 Nitrous Oxide "Show Me/Magenta" Original Mixes
- ANJ-124 OceanLab "On A Good Day" Above & Beyond Club Mix / Daniel Kandi Remix
- ANJ-125 Boom Jinx & Oliver Smith "Sunrise" Original Mix / Volume Six Edit / Jaytech Remix / Van der Vleuten's Sunset Remix
- ANJ-126 Adam Nickey "Slider" Original Mix / Sean Tyas Remix
- ANJ-127 Mat Zo "Lucky Strike / Synapse Dynamics" Original Mixes
- ANJ-128 Oliver Smith "Horizons / Restless" Original Mixes / (Restless) Signalrunners Remix
- ANJ-129 Mark Eteson feat. Zirenz "The Hymm" Original Mix / Activa pres. Solar Movement Remix
- ANJ-130 Sunny Lax "Reborn" Original Mix / Nitrous Oxide Remix / Nawarro N.O.U.P.L.I.F.T. Remix
- ANJ-131 Oceanlab "Lonely Girl" Original Mix / Gareth Emery Remix / Ronski Speed Remix
- ANJ-131R OceanLab "Lonely Girl | Remixes" Radio Edit / Ercola Remix / PROFF Remix
- ANJ-132 Nitrous Oxide "Aurora" Original Mix / Sunny Lax Remix
- ANJ-133 Activa pres. Solar Movement "Eclipse" Original Mix / Mat Zo Remix
- ANJ-134 Cold Blue "Mount Everest" Original Mix / Dennis Sheperd Remix
- ANJ-135 Adam Nickey "Callista / In Motion" Original Mixes
- ANJ-136 Dan Stone "Mumbai" Original Mix / Cressida Remix
- ANJ-137R Adam Nickey "Callista / In Motion | Remixes" (Callista) Stoneface & Terminal Remix / (In Motion) Andy Blueman Remix
- ANJ-138 Above & Beyond "Anjunabeach" Original Mix
- ANJ-138R Above & Beyond "Anjunabeach | Remixes" Jerome Isma-Ae Remix / Nitrous Oxide Remix / Radio Edit
- ANJ-139 Mat Zo "Nuclear Fusion" Original Mix / Rex Mundi Remix
- ANJ-140 Super8 & Tab "Irufushi" Original Mix / Ashley Wallbridge Remix / Sean Tyas Remix / Radio Edit / Sean Tyas Original Remix
- ANJ-141 Oliver Smith "Cadence / Pacific" Original Mixes
- ANJ-142 Mike Koglin vs. P.O.S "Autumn" Original Mix / Tempo Giusto Remix / Neptune Project Remix
- ANJ-143 Reeves "Call of Loneliness" Original Mix / Andy Duguid Club Mix
- ANJ-144 Mat Zo "Default / Rush 2009 Remix" Original Mixes
- ANJ-145 Lange pres. Firewall "Wanderlust" Original Mix / Sunny Lax Chunky Mix / Sunny Lax Uplifting Remix
- ANJ-146 Dan Stone "Fahrenheit" Original Mix / Ilya Soloviev Remix
- ANJ-147 Sunny Lax "Misgrey" Original Mix / Adam Nickey Remix
- ANJ-148 Nitrous Oxide & Adam Nickey "Moon Dust" Original Mix / Dave Schiemann Remix
- ANJ-149 Mat Zo "24 Hours" Original Mix / Oliver Smith Remix
- ANJ-149R Mat Zo "24 Hours: Rank 1 Remix
- ANJ-150 Daniel Kandi "Venice Beach" Original Mix / Lifted Mix / Estiva Remix / Yuan Remix
- ANJ-151 Mike Shiver & Aruna "Everywhere You Are" Original Mix / Duderstadt Vocal Mix / Duderstadt Dub Mix / Mike Shiver's Catching Sun Mix / Timo Juuti Mix
- ANJ-152 Anhken "Green Line" Original Mix / Ronski Speed Remix
- ANJ-153 Bart Claessen "Elf" Original Mix / 2001 Returning Mix / (Paul Keeley "Paper Jet") Bart Claessen's Big Room Remix
- ANJ-154 Cold Blue "Downhill / 30 Degrees At Midnight" Original Mixes
- ANJ-155 7 Skies "Caffeine" Original Mix / Genix Remix
- ANJ-156 Velvetine "Safe (Wherever You Are)" Original Mix / Rank 1 Remix / Ian Flux & Thomas Blofeld Remix / Ian Flux & Thomas Blofeld Dub
- ANJ-157 OceanLab vs. Mike Shiver "If I Could Fly On The Surface" (Alex Morph Remix) [Daniel Kandi Mashup]
- ANJ-158 Jer Martin "Ten Minutes To Midnight" Original Mix / 7 Skies Remix
- ANJ-159 Nitrous Oxide feat. Aneym "Far Away" Original Mixes / Ronski Speed Remix
- ANJ-160 Cold Blue "Orient Sun / There's Always A Road" Original Mixes
- ANJ-161 Mat Zo "The Lost / The Found" Original Mixes
- ANJ-162 Super8 & Tab "Black Is The New Yellow" Original Mixes / Activa pres. Solar Movement Remix
- ANJ-163 Anjunabeats Worldwide 02 Sampler: Reeves "Call of Lonliness" Mat Zo Remix / Sunny Lax "Vanesse" Original Mix / Dan Stone "Crafted" Original Mix
- ANJ-164D Arty "Rush" Original Mix / Original Tech Mix / Dan Stone Remix
- ANJ-165 Nitrous Oxide "Dreamcatcher" Club Mix / Stoneface & Terminal Remix
- ANJ-166 Anjunabeats Volume 8 Sampler: Alt+F4 "Alt+F4" (Dan Stone Remix) / David West feat. Andreas Hermansson "Larry Mountains 54" (Juventa Remix)
- ANJ-167 Above & Beyond vs Kyau & Albert "Anphonic" Original Mix / Arty Remix
- ANJ-168 Super8 & Tab "Mercy" Extended Mix / Andy Duguid Remix / 7 Skies Remix / Dub Mix / Radio Edit
- ANJ-169D Daniel Kandi "Forgive Me / Piece Of Me" Original Mixes
- ANJ-170 Who.is "We.are / 909+" Original Mixes
- ANJ-171D Maor Levi feat. Ashley Tomberlin "Chasing Love" Original Mix / Club Mix / Airwave Remix
- ANJ-172D Super8 & Tab feat. Jan Burton "Empire" Extended Mix / Kyau & Albert Remix / Lovetone Remix
- ANJ-172RD Super8 & Tab feat. Jan Burton "Empire" Mike Shiver's Garden State Remix / Samuel Jason Remix
- ANJ-173 Thomas Datt pres. Asedo "Seven Years" Original Mix / Ronski Speed Remix / Deep Voices Remix
- ANJ-174D Mat Zo "Near The End / Land Of The Free" Original Mixes
- ANJ-175D Duderstadt "Stranded In NYC" Original Mix / Oliver Smith Remix
- ANJ-176D Above & Beyond feat. Richard Bedford "Thing Called Love" Above & Beyond 2011 Club Mix / Extended Radio Mix / Extended Album Remix / Mat Zo Remix / Andrew Bayer Remix
- ANJ-177D Bart Claessen "90 Nights Of Summer / Elf" Original Mix / Robert Burian Remix / Radio Edit Mix / Fine Taste Remix / NES Returning Mix
- ANJ-178D Adam Nickey "Altara / Voices" Original Mix / Sunny Lax Remix
- ANJ-179D Above & Beyond & Gareth Emery pres. OceanLab "On A Good Day (Metropolis)" Extended Mix / J Majik & Wickaman Remix / Above & Beyond Acoustic Mix
- ANJ-180D 7 Skies "Sushi" Original Mix / Ben Gold Remix
- ANJ-181D Parker & Hanson "Alquima" Original Mix / Andrew Bayer Remix
- ANJ-182D Oliver Smith "Chordplay" Original Mix / Oliver Smith Club Mix / Duderstadt Remix
- ANJ-183D Arty "The Wonder" Original Mix / Nitrous Oxide Remix
- ANJ-184D Aruna with Mark Eteson "Let Go" Original Mix / Nic Chagall Remix
- ANJ-184RD Aruna with Mark Eteson "Let Go" Who.Is Remix / Starfarmers Remix / Starfarmers Dub Mix / Nic Chagall Remix (Myon & Shane54 Refill)
- ANJ-185D Nitrous Oxide "Downforce" Club Mix / Orient Mix / Mike Shiver's Garden State Remix
- ANJ-186D Super8 & Tab feat. Julie Thompson "My Enemy / Empire" Extended Mix / Club Mix / Rank 1 Remix / (Empire) Craig Connelly Remix
- ANJ-187D Sunny Lax & Solex "Out Of This World" Original Mix / Club Mix / Mike Koglin Remix / (Sunny Lax "P.U.M.A") Nawarro Mix
- ANJ-188D Activa pres. Solarmovement "Indigo" Original Mix / Robert Burian Remix / Chris Melton Remix
- ANJ-189D Dan Stone "Harvest Moon" Original Mix / 7 Skies Remix / (Made In Bahrain) 2010 Dan Stone Rework
- ANJ-190D Reeves "Dreams" Original Mix / Jon O'Bir Remix
- ANJ-191D Arty "Zara" Original Mix / Oliver Smith Remix
- ANJ-192D Mat Zo "Back In Time / Millenia" Original Mixes
- ANJ-193D Edu & Cramp "Silver Sand" Original Mix / Daniel Kandi Remix
- ANJ-194D Mike Koglin "Sunstar" Original Mix / Ronski Speed Remix
- ANJ-195D Slusnik Luna "Sun 2011" Original Mix / 4 Strings Remix / Radio Edit
- ANJ-195RD Slusnik Luna "Sun 2011" Sun (Original 2000 Mix) / Joonas Hahmo Remix / Genix Remix / Heikki L Remix / DJ Orion & J Shore Remix
- ANJ-196D Above & Beyond feat. Richard Bedford "Sun & Moon" Club Mix / 7 Skies Remix / Dennis Sheperd Remix / Distance Remix / Seiji Remix / The Others Remix / Kim Fai Remix / Kim Fai Dub / Radio Edit / A capella
- ANJ-197D Claessen & Martens "The Man Who Knew Too Much" Original Mix / Vadim Soloviev Remix / Mark Sherry's Outburst Remix
- ANJ-198D Nitrous Oxide feat. Aneym "Follow You" Extended Mix / Club Mix / Maor Levi Remix / Radio Mix
- ANJ-199D Anjunabeats Worldwide 03 Sampler: Daniel Kandi "Just For You" Original Mix / Aalto "Resolution" Daniel Kandi's Solution Mix
- ANJ-200D Arty & Mat Zo "Rebound" Original Mix / Radio Edit
- ANJ-201D Mat Zo "Superman" Original Mix
- ANJ-202D Daniel Kandi "Soul Searchin'" Original Mix / Nitrous Oxide Mix / (Piece Of Me) Alternative Beach Mix
- ANJ-203D Mike Koglin vs. Genix "Helion" Original Mix / Norin & Rad Remix
- ANJ-204D Parker & Hanson "Arabesque" Original Mix / Casey Keyworth Remix / Casey Keyworth Remix - Above & Beyond Club Edit
- ANJ-205D Who.Is "Cryptanalysis" Original Mix / Gal Abutbul Remix / Chris Schweizer Remix
- ANJ-206D Arty "Around the World" Original Mix / Radio Edit
- ANJ-207D Cramp "RU116" Original Mix / Tritonal Remix / PROFF Remix
- ANJ-208D Maor Levi & Raul Siberdi "Infatuation" Original Mix / Nitrous Oxide Remix
- ANJ-209D Andrew Bayer "Counting The Points" Original Mix / Club Mix / Matt Lange Remix
- ANJ-210D Oliver Smith "Butterfly Effect" Original Mix / Club Mix
- ANJ-211D Mat Zo "Frequency Flyer" Original Mix
- ANJ-212D Arty "Kate" Original Mix / Radio Edit
- ANJ-213D Above & Beyond feat. Zoe Johnston "You Got To Go" Kyau & Albert Remix / MJ Cole Vocal Mix / MJ Cole Dub Mix / A&B vs. K&A Radio Edit
- ANJ-213RD Above & Beyond feat. Zoe Johnston "You Got To Go" Above & Beyond Club Mix / Extended Album Mix / Dusky Remix
- ANJ-213BR Above & Beyond feat. Zoe Johnston "You Got To Go" Seven Lions Remix
- ANJ-214D Andrew Bayer "From The Earth" Original Mix / Club Mix / Breakfast Remix / Oliver Smith Remix
- ANJ-215D Boom Jinx feat. Justine Suissa "Phoenix From The Flames" Club Mix / The Blizzard & Omnia Remix
- ANJ-216D Super8 & Tab "Irufushi / Mercy feat. Jan Burton" Adam Nickey Remix / Alex Kunnari Remix
- ANJ-217D Nitrous Oxide "iPeople" Original Mix / Space Rockerz Remix / Gr8! Original Mix / Follow You feat. Aneym Johan Malmgren Remix
- ANJ-218D Above & Beyond feat. Miguel Bosé "Sea Lo Que Sea Será" Original Mix / Myon & Shane54 Summer of Love Mix
- ANJ-219D Edu & Cramp "Human Turbines" Original Mix / Beat Service Remix / Ruben De Ronde Remix
- ANJ-220D Various Artists "Anjunabeats Volume 9 Sampler" Genix "Higher State" Original Mix / Maor Levi & Bluestone "On Our Own" Original Mix / Cramp "Catch The Eye" Original Mix / Sunny Lax "Contrast" Original Mix
- ANJ-221D Above & Beyond "Formula Rossa" Original Mix / Jaytech Remix
- ANJ-222D Arty & Mat Zo "Mozart" Original Mix / Radio Edit
- ANJ-223D Tate & Diamond feat. Nicolai "Electrified" Original Mix / Mat Zo Remix / Michael Cassette Remix / Radio Edit
- ANJ-224D Oliver Smith "Symmetry" Original Mix / 7 Skies Remix
- ANJ-227D Above & Beyond feat. Richard Bedford "Every Little Beat" Original Mix / Myon & Shane54 Summer Of Love Mix / Radio Edit / Myon & Shane54 Summer Of Love Radio Edit
- ANJ-228D Mike Koglin vs. Genix "Dyno" Original Mix
- ANJ-229D Breakfast pres. Keyworth "Median" Original Mix / Keyworth Remix
- ANJ-230D Norin & Rad "Bloom" Original Mix
- ANJ-231D Above & Beyond feat. Zoe Johnston "Love Is Not Enough" Original Mix / Radio Mix / Above & Beyond Club Mix
- ANJ-231RD Above & Beyond feat. Zoe Johnston "Love Is Not Enough" Maor Levi & Bluestone Mix / Kaskade Mix
- ANJ-232D Super8 & Tab "Awakenings" Original Mix / Tritonal Remix
- ANJ-233D Andrew Bayer & Matt Lange feat. Kerry Leva "In And Out Of Phase" Original Mix / Club Edit / Norid & Rad Remix / Calyx & TeeBee Remix
- ANJ-234D Parker & Hanson - "Afterthought" Original Mix / Heatbeat Mix
- ANJ-235D Oliver Smith "New Dawn" Original Mix / Sunny Lax Mix
- ANJ-236D Maor Levi & M.I.K.E "Couleurs Du Soleil" Clubstage Mix / Mainstage Mix
- ANJ-237D Andrew Bayer feat. Molly Bancroft "Keep Your Secrets" Original Mix / Radio Edit / Myon & Shane 54 Summer Of Love Mix / Beckwith Remix
- ANJ-238D Various Artists "Anjunabeats Worldwide Samples 04" Bluestone "Namaste" / Cramp "Andromeda" /  Adam Kancerski "Orion"
- ANJ-239D Nitrous Oxide "Tiburon" Original Mix / Sunny Lax Mix
- ANJ-240D Super8 & Tab feat. Jan Burton "Black Is Back" Club Mix / Classic Vocal Mix / Classic Dub Mix
- ANJ-241D Mat Zo feat. Linnea Schossow "The Sky" Extended Mix / Club Mix
- ANJ-242D Maor Levi "Won't Say No / Life Inside A Cub" Original Mixes
- ANJ-243D Norin & Rad "Pistol Whip / Zion" Original Mixes
- ANJ-244D Ost & Meyer "Antalya / Tenerife" Original Mixes
- ANJ-245D Genix "Aura / Nytra" Original Mixes
- ANJ-246D Oliver Smith "Progress" Original Mix / Nitrous Oxide Remix
- ANJ-248D Arty "Open Space" Original Mix
- ANJ-249D Nitrous Oxide "Anjunabeats Worldwide Collaborations EP" Energize feat. Space RockerZ / Nautica feat. Dan Stone
- ANJ-250D Sunny Lax "Contrast (The Remixes)" Oliver Smith Remix / Nitrous Oxide Remix / Sunny Lax's Insane Mixes
- ANJ-251D Jaytech feat. Steve Smith "Stranger" Original Mix / Radio Edit
- ANJ-252D Andrew Bayer "Monolith / Polylith" Original Mixes / Club Mixes / Maor Levi Remix
- ANJ-253D Velvetine "The Great Divide" Original Mix / Radio Edit
- ANJ-254D Audien "Eventide / Unity" Original Mixes
- ANJ-255D Super8 & Tab "Fiesta" Original Mix / Tom Fall Remix
- ANJ-256D Norin & Rad "Five Finger Death Punch / DeVas" Original Mixes
- ANJ-257D Genix "Destinations / Moments" Original Mixes
- ANJ-258D Above & Beyond feat. Zoe Johnston "Alchemy" Extended Album Mix / Above & Beyond Club Mix / Above & Beyond Club Edit / Radio Edit
- ANJ-259D Jaytech "Multiverse" Club Mix / Audien Remix / Mimax Remix
- ANJ-260D Bluestone "Capetown" Original Mix
- ANJ-261D Sunny Lax "Isla Margarita / Naida" Original Mixes
- ANJ-262D Mike Koglin vs. 7 Skies "Vision" Original Mix
- ANJ-263D Eximinds "Revolved" Original Mix
- ANJ-264D Audien "Wayfarer" Original Mix
- ANJ-265D Ost & Meyer "Here We Go" Original Mix
- ANJ-266D ilan Bluestone "Sinai" Original Mix

### Albums
- ANJCD004 Above & Beyond "Tri-State"
- ANJCD006 Stephen J. Kroos "Tecktonic"
- ANJCD009 Jaytech "Everything Is OK"
- ANJCD010 Above & Beyond pres. OceanLab "Sirens Of The Sea"
- ANJCD013 Above & Beyond pres. OceanLab "Sirens of the Sea Remixed"
- ANJCD016 Nitrous Oxide "Dreamcatcher"
- ANJCD019 Super8 & Tab "Empire"
- ANJCD020 Michael Cassette "Temporarity"
- ANJCD024 Above & Beyond "Group Therapy"
- ANJCD025 Andrew Bayer "It's Artificial"
- ANJCD026 Super8 & Tab "Empire Remixed"
- ANJCD027 Dusky "Stick By This"

### Compilaties
- ANJCD001 Above & Beyond "Anjunabeats Volume One"
- ANJCD002 Above & Beyond "Anjunabeats Volume Two"
- ANJCD003 Above & Beyond "Anjunabeats Volume Three"
- ANJCD005 Above & Beyond "Anjunabeats Volume Four"
- ANJCD007 Various Artists "Anjunabeats Worldwide 01" Mixed by Super8 & Tab and Mark Pledger
- ANJCD008 Above & Beyond "Anjunabeats Volume Five"
- ANJCD011 Above & Beyond "Anjunabeats Volume Six"
- ANJCD012 Above & Beyond "Anjunadeep 01"
- ANJCD014 Above & Beyond "Anjunabeats Volume Seven"
- ANJCD015 Various Artists "Anjunadeep 02" Mixed by James Grant & Jaytech
- ANJCD017 Various Artists "Anjunabeats Worldwide 02" Mixed by Super8 & Tab And Mat Zo
- ANJCD018 Above & Beyond "Anjunabeats Volume Eight"
- ANJCD100 Above & Beyond "Anjunabeats100 + From Goa To Rio"
- ANJCD021 Above & Beyond "10 Years Of Anjunabeats"
- ANJCD022 Various Artists "Anjunadeep 03" Mixed By James Grant & Jaytech
- ANJCD023 Various Artists "Anjunabeats Worldwide 03" Mixed by Arty and Daniel Kandi